# Distinta base di produzione configurata
La composizione di un prodotto può essere espressa mediante un grafo orientato privo di cicli, detto struttura reale, in cui ciascun nodo è il risultato dell'aggregazione dei nodi figli: le foglie del grafo corrispondono ai componenti acquistati dai fornitori, i nodi intermedi rappresentano dei complessivi, le radici del grafo sono i prodotti finiti. Sugli archi del grafo viene espressa la quantità del componente figlio occorrente per realizzare una quantità unitaria del complessivo padre. L'utilizzo di un grafo anziché un albero consente di modellare il caso in cui uno stesso tipo di componente è utilizzato nella costruzione di più complessivi.
Considerando il processo produttivo, è possibile definire un altro tipo di grafo orientato privo di cicli, detto struttura ideale, in cui ciascun nodo rappresenta una fase di tale processo: le foglie del grafo corrispondono ad un passo del processo produttivo, i nodi intermedi rappresentano una macro fase o un passo successivo, la radice del grafo l'intero processo.
|  |  |

È possibile creare un'unica struttura che contenga sia quella ideale (fasi produttive), che quella reale (componenti e complessivi), detta struttura tecnologica: ai nodi della struttura ideale, detti nodi ideali, si legano i nodi della struttura reale, detti nodi reali, impiegati nella fase produttiva mappata dal nodo ideale. Se il nodo ideale in esame è una foglia della struttura ideale, ad esso viene legato l'intero sotto-grafo reale che esprime la composizione del nodo reale impiegato nella propria fase produttiva; altrimenti vi si lega il solo nodo reale impiegato, mentre i suoi componenti vengono legati ai nodi ideali del sotto-grafo ideale che esprime le sotto-fasi di assemblaggio. Sugli archi del grafo che connettono un nodo ideale ad un nodo reale viene espressa la quantità del nodo reale utilizzata nella fase produttiva mappata dal nodo ideale.

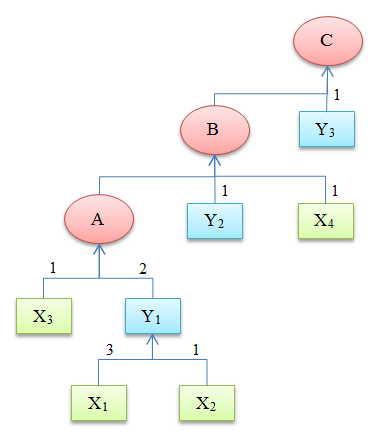
Struttura tecnologica
Fase A: assemblaggio 1*X3 + 2*Y1; generazione complessivo Y2
Fase B: assemblaggio 1*Y2 + 1*X4; generazione complessivo Y3
Fase C: prodotto finito Y3

## Utilizzo di caratteristiche per configurare la struttura di distinta base
Le varianti del prodotto possono essere espresse per mezzo di variabili dette caratteristiche: ogni variante del prodotto è definita da una combinazione di valori di tali caratteristiche.
Se il prodotto in esame può avere numerose varianti, può risultare troppo oneroso definire ciascuna di esse per mezzo di una diversa struttura di distinta base, sia in termini di impostazione iniziale, che di mantenimento. Grazie all'utilizzo della struttura tecnologica e delle caratteristiche è possibile definire contemporaneamente tutte le varianti del prodotto in una sola struttura di distinta base: è sufficiente attribuire al legame di impiego di un nodo reale su un nodo ideale una funzione booleana delle caratteristiche, detta formula di impiego, che sia soddisfatta solo dalle combinazioni di valori delle caratteristiche corrispondenti alle varianti del prodotto in cui il nodo reale viene effettivamente impiegato.

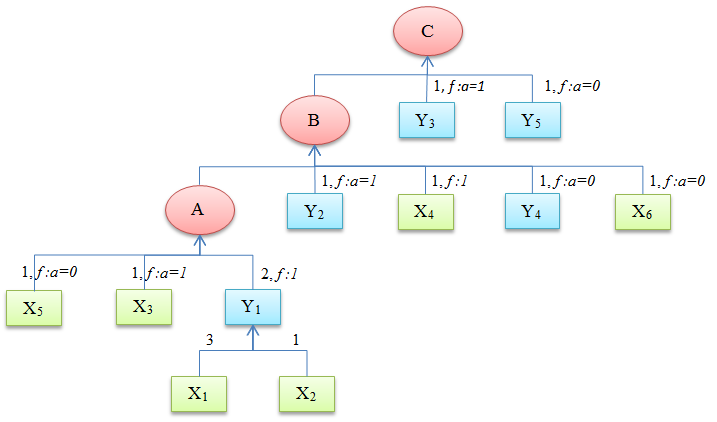
Struttura tecnologica configurata
Caratteristiche: a = { 0, 1 }
I nodi reali X1, X2, X4,Y1 sono comuni ad entrambi i prodotti finiti Y3, Y5 (formula di impiego sempre vera)
I nodi reali X3, Y2 sono specifici del prodotto finito Y3
I nodi reali X5, X6, Y4 sono specifici del prodotto finito Y5

## Navigazione della struttura di distinta base
Data una variante del prodotto, espressa come valorizzazione delle caratteristiche, è possibile ricavarne dinamicamente la struttura di distinta base visitando la struttura tecnologica e selezionando i soli nodi reali le cui formule di impiego risultano vere. Inoltre legando ciascun complessivo selezionato con i nodi reali selezionati nel sotto-grafo è possibile costruire dinamicamente una struttura reale.
In modo analogo è possibile ricavare la composizione di un complessivo legato ad un nodo ideale: è sufficiente visitare il sotto-grafo avente come radice il nodo ideale di impiego, con l'esclusione dei sibling del nodo reale di partenza, selezionando i nodi reali la cui formula di impiego ha intersezione non vuota con la formula di impiego del nodo reale di partenza (i.e. esiste una combinazione di valori delle caratteristiche per cui sono entrambe vere).
Infine, dato un nodo reale, è possibile risalire a tutti i complessivi cui può appartenere; se esso appartiene ad una struttura reale, si risale in verso bottom-up tale struttura: tutti i nodi reali incontrati sono composti dal nodo reale di partenza. Quindi, per ogni nodo reale incontrato legato ad un nodo ideale, si traccia la relativa formula di impiego f e si risale in verso bottom-up la struttura ideale: per ogni nodo ideale padre si elencano come composti dal nodo reale di partenza tutti i nodi reali legati la cui formula di impiego ha intersezione non vuota con f (i.e. esiste una combinazione di valori delle caratteristiche per cui sono entrambe vere).

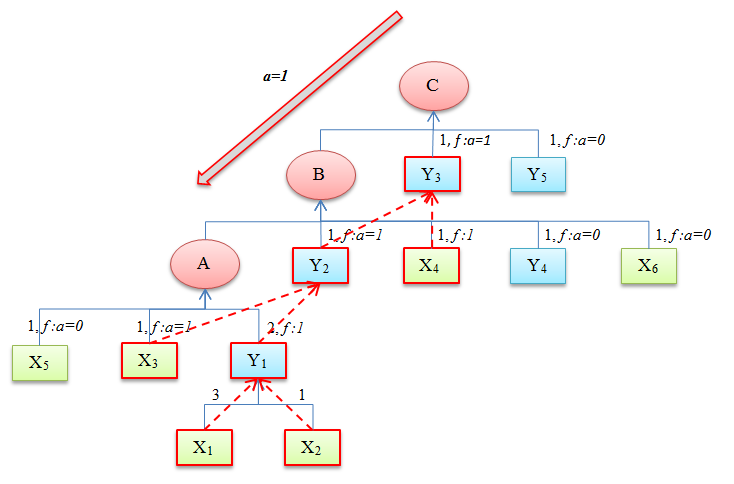
Esempio di navigazione della struttura tecnologica configurata valorizzando la caratteristica a=1